# Ormhassel
Ormhassel (Corylus avellana 'Contorta') är en namnsort av hassel med skadad tillväxtpunkt, vilket ger grenar som skruvar sig ormlikt. Även bladen är förvridna. Ormhassel bildar en buske på upp till tre meter. Den är nästan alltid ympad på vanlig hassel och det är viktigt att skott från underlaget skärs bort om ormhasseln skall överleva.

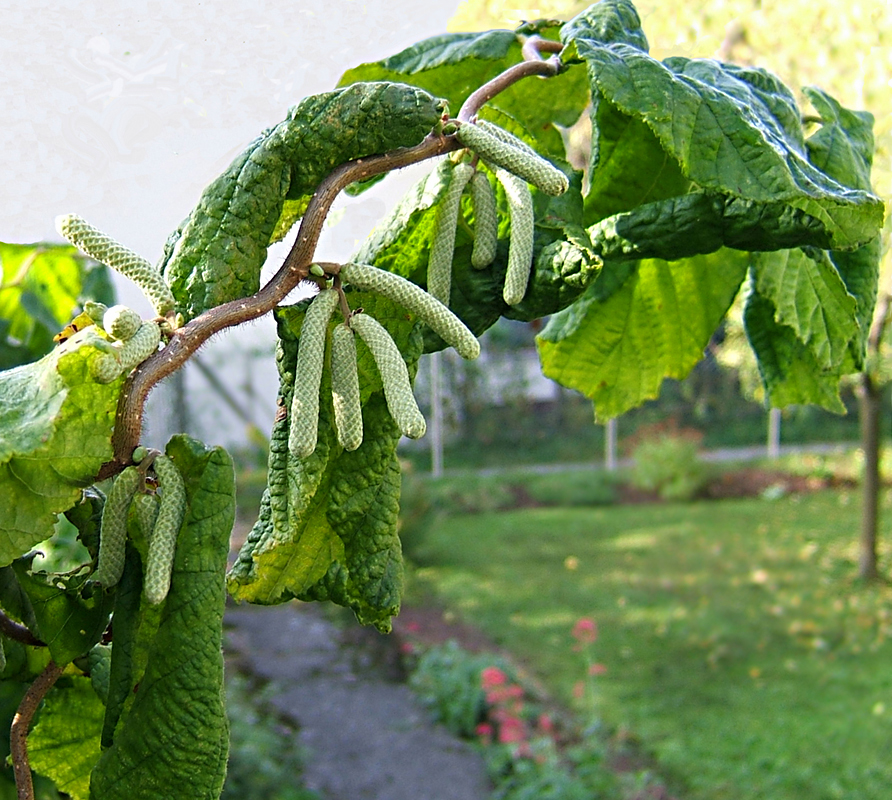
Blad och hängen.

Ibland används felaktigt namnet trollhassel, vilket är namnet på helt andra växter – se trollhasselsläktet.
Tidigare hade ormhasseln det vetenskapliga namnet Corylus avellana f. contorta (Bean) Rehder, (Corylus avellana var. contorta Bean). Då mutationen inte är naturligt förekommande anses den dock idag vara en kultursort (odlat växtslag).